# Oxydia noctuitaria
Oxydia noctuitaria là một loài bướm đêm trong họ Geometridae.